# 234 (číslo)
Dvě stě třicet čtyři je přirozené číslo, které následuje po čísle dvě stě třicet tři a předchází číslu dvě stě třicet pět. Římskými číslicemi se zapisuje CCXXXIV  a řeckými číslicemi σλδ.

## Matematika
234 je:
- Abundantní číslo
- Nešťastné číslo
- Nepříznivé číslo
- Součet třech svých největších dělitelů (nepočítáme-li číslo samotné)

## Chemie
- 234 je nukleonové číslo třetího nejstabilnějšího a současně nejméně běžného izotopu uranu[1]

## Astronomie
- (234) Barbara je planetka hlavního pásu, kterou objevil v roce 1883 Christian Heinrich Friedrich Peters

## Doprava
- Silnice II/234 je česká silnice II. třídy vedoucí na trase Plzeň – Chrást – Břasy – Radnice – Zvíkovec – Slabce – Rakovník[2]

## Ostatní
- +234 je mezinárodní telefonní předvolba Nigérie

## Roky
- 234
- 234 př. n. l.